# Hans Kießling (Täufer)
Hans Kießling (auch Kiessling oder Kissling geschrieben; * Ende des 15. / Anfang des 16. Jahrhunderts in Friedberg; † nach 1529, vermutlich in Augsburg) war eine der leitenden Persönlichkeiten der Augsburger Täufergemeinde.

## Leben und Wirken
Über die familiäre Herkunft und Jugend Hans Kießlings schweigen die bislang bekannten Quellen. Auch die Frage, auf welche Weise er zu den Täufern stieß, lässt sich nicht beantworten. Bekannt ist nur, dass er aus dem bayerischen Friedberg stammte und mit dem Maurerhandwerk seinen Lebensunterhalt verdiente.
Anfang März 1527 hielt sich der Täufermissionar Hans Hut ein zweites Mal in Augsburg auf und taufte bei dieser Gelegenheit unter anderem den Patrizier Eitelhans Langenmantel, den Nestler Conrad sowie den ehemaligen Franziskaner Sigmund Salminger und dessen Ehefrau Anna. Vielleicht empfing auch Hans Kießling bei dieser Gelegenheit die Gläubigentaufe. Durch Los wurde im Anschluss an die Taufhandlungen ein Vorsteher bestimmt. Es fiel auf Salminger. Auch Kießling erhielt ein Amt. Er wurde mit dem Diakonendienst betraut und war damit für die Versorgung bedürftiger Gemeindemitglieder zuständig.
Vom 20. bis 24. August 1527 finden wir Hans Kießling unter den Teilnehmern der sogenannten Augsburger Märtyrersynode. Eine große Anzahl auswärtiger Täufermissionare waren zu diesem Anlass in die Reichsstadt gekommen. Ziel war es, die unterschiedlichen Richtungen innerhalb der Täuferbewegung zu einen und in strittigen Fragen eine Übereinstimmung zu finden. Bei den drei Hauptversammlungen bildeten sich vier Fraktionen: die Anhängern Hans Huts, die Schweizer Täufer, die Täufer um Hans Denck sowie die Fraktion der gastgebenden Gemeinde. Zur letztgenannten Gruppe gehörte Hans Kießling. Am Ende des Konvergenztreffens stand schließlich die Aussendung täuferischer Sendboten in speziell zugewiesene Missionsgebiete. Viele der Ausgesandten wurden nur kurze Zeit später gefangen gesetzt und wegen ihrer Glaubensüberzeugungen hingerichtet. Deshalb erhielt die Zusammenkunft später die Bezeichnung Märtyrersynode. Kießling hatte als Augsburger Gemeindediakon kein besonderes Missionsfeld erhalten.
Nur einen Tag nach der Versammlung wurde Hans Kießling als erster Augsburger Täufer verhaftet und ins Gefängnis geworfen. Am 26. August begannen die gerichtlichen Untersuchungen, die auch das Peinliche Verhör einschlossen. Die Leitung hatte der Augsburger Rechtsgelehrte Conrad Peutinger. Unter der Folter verriet Kießling eine Reihe seiner Gemeindemitglieder, was zu weiteren Gefangennahmen führte, darunter der ehemalige Karmelit Jakob Dachser und weitere verantwortliche Mitglieder der Augsburger Täufergemeinde.
Während mindestens zwölf Augsburger Täufer als Märtyrer starben, wurden Kießling, Eitelhans Langenmantel, Endres Widholz, Gall Fischer und Peter Scheppach am 18. Oktober 1527 aus den Gefängnis entlassen und der Stadt verwiesen. Die aus der Stadt Verbannten blieben aber untereinander in Kontakt. Sie trafen sich in den umliegenden Dörfern. Auch besuchten sie häufiger Eitelhans Langenmantel in seiner neuen Unterkunft. Diese hatte er im Haus des Täufers Laux Lang, Bruder des Salzburger Bischofs Matthäus Lang von Wellenburg, gefunden. Im Jahr 1529 durfte Hans Kießling aus unbekannten Gründen nach Augsburg zurückkehren. Über seinen weiteren Lebensweg ist nichts bekannt.